# 최지원 (2007년)
최지원(2007년 4월 26일~)은 대한민국의 배우이자 모델이다.

## 출연 작품

### 연기 활동

#### 영화
- 2015년 《미안해 사랑해 고마워》 ... 강채윤 역
- 2015년 《해어화》 ... 어린 김옥향[2] 역

#### TV 시리즈

##### 드라마
- 2011년 TvN 《꽃미남 라면가게》 ... 소은옥[3] 역
- 2012년 MBC 《아이두 아이두》 ... 발목이 역
- 2012년 MBC 《사랑했나봐》 ... 백장미[4] 역
- 2013년 TvN 《몬스타》 ... 신혜림 역
- 2013년 MBC 《내 손을 잡아》 ... 어린 한연수[5] 역
- 2013년 MBC 《드라마 페스티벌 - 아프리카에서 살아남는 법》 ... 주다영 역
- 2013년 JTBC 《더 이상은 못 참아》 ... 윤소현 역
- 2014년 SBS 《엔젤 아이즈》 ... 어린 박혜주[6] 역
- 2014년 MBC 《모두 다 김치》 ... 임다율 역
- 2015년 SBS 《가면》 ... 어린 서은하[7] 역
- 2015년 MBC 《위대한 조강지처》 ... 하나(윤하나 / 도하나) 역
- 2016년 MBC 《좋은 사람》 ... 어린 차승희[8] 역
- 2017년 TvN 《하백의 신부》 ... 어린 윤소아[9] 역
- 2019년 TvN 《아스달 연대기》 ... 한나린 역
- 2019년 MBC 《모두 다 쿵따리》 ... 송다순 역

##### 시트콤
- 2012년 KBS 2TV 《패밀리》 ... 어린 우다윤[10] 역

### 이외 단발적 연기 활동

#### CF 광고
- 2011년 《비비안 - 쿠셔닝 볼륨》
- 2012년 《비비안 - 쿠셔닝 볼륨》
- 2012년 《라이온 - 아이! 깨끗해》
- 2012년 《롯데삼강 - 파스퇴르 아이스크림》
- 2012년 《오월아이 - 스마트애니키즈》
- 2013년 《비비안 - 프리모션》